# الحرب الأهلية الليبيرية الأولى
الحرب الأهلية الليبيرية الأولى وهو نزاع داخلي إندلع في ليبيريا من سنة 1989 حتى سنة 1996 وقُتَل من جراء هذا النزاع حوالي 200 ألف شخص، توقفت الحرب بعد مشاركة دول المجموعة الاقتصادية لدول غرب إفريقيا بأمر من الأمم المتحدة إلا أن الحرب الأهلية أندلعت مرة أخرى عام 1999.
في سنة 1980 قاد سامويل دو انقلاب عسكري ضد الحكومة المنتخبة وفي انتخابات 1985 قام بتزوير الانتخابات لكي يبقى في منصب رئيس الجمهورية، وثم تلاها محاولة انقلاب عسكرية فاشلة ضده، وفي ديسمبر من سنة 1989 عاد رئيس الوزراء السابق تشارلز تايلور من الدولة المجاورة ساحل العاج فقاد انتفاضة عارمة في ليبيريا تمكن من خلالها من إسقاط حكومة دو، فأصبح تايلور مدعوما من فئات الشعب، لكن دو حاول إسترداد الحكم بمساعدة ضباط جيشه السابقين، إلا أن أحد قادة جيشه والذي إسمه برينس جونسون قام بخيانة دو وسيطر على عاصمة ليبيريا مونروفيا في سنة 1990 وقتل الرئيس سامويل دو، إلا أن الحرب لم تنتهِ فالقوات الليبيرية إنقسمت إلى مؤيدين لتايلور ومؤيدين لجونسون وتشابكوا فيما بينهما من أجل السيطرة على العاصمة مونروفيا، وبقي الصراع إلى أن إتفقوا على وقف إطلاق النار في سنة 1995 إلا أن عاد مجددا في سنة 1996 لكنه توقف نهائيا بعد إتفاق آخر وفي يوليو 1997 انتخب تشارلز تايلور رئيسا لليبيريا.

## وصلات خارجية
- مجلة أكورد: عملية السلام الليبيرية (بالإنجليزية) - مقالات وخطوط زمنية ونصوص اتفاقات